# Robert Lanza
Robert Lanza, född 11 februari 1956 i Boston, är en amerikansk forskare och professor på Wake Forest University (Wake Forest School of Medicine), i North Carolina i USA. Han har främst arbetat inom stamcellsforskningen men även inom kloning och övrig genetisk ingenjörskonst. Robert Lanza lanserade 2007 en teori om biocentrism. En teori där han hävdar att det är liv och biologi som styr universum, och inte tvärt om. Universum skulle enligt teorin inte existera oberoende av biologiskt liv. Dessa idéer utvecklar Robert Lanza i sin bok från 2009 Biocentrism: How Life and Consciousness are the Keys to Understanding the Universe.